# South Andaman (distrikt)
South Andaman är ett distrikt i det indiska unionsterritoriet Andamanerna och Nikobarerna. Folkmängden uppgår till cirka 240 000 invånare, och den administrativa huvudorten är Port Blair. Distriktet bildades 18 augusti 2006.

## Administrativ indelning
Distriktet är indelat i tre underdistrikt:
- Ferrargunj (53 565 invånare, 2011)
- Little Andaman (18 823 invånare, 2011)
- Port Blair (165 754 invånare, 2011)

## Urbanisering
Distriktet har fyra städer:
- Port Blair (108 058 invånare, 2011)
- Garacharma (14 419 invånare, 2011)
- Prothrapur (10 308 invånare, 2011)
- Bambooflat (7 962 invånare, 2011)

Urbaniseringsgraden låg på 59,1 procent 2011.